# Fanny Van de Grift
Fanny Van de Grift (Frances Matilda Van de Grift), (née le 10 mars 1840 à Indianapolis et morte le 18 février 1914 à Santa Monica en Californie) est une pionnière, voyageuse, écrivaine, et curatrice de l'œuvre de son deuxième mari, l'écrivain écossais Robert Louis Stevenson. Elle est la mère d'Isobel Osbourne et de Lloyd Osbourne.

## Biographie

### Jeunesse
Aînée de sept enfants, Fanny Matilda Van de Grift naît à Indianapolis le 10 mars 1840, ville où ses parents, Jacob Van de Grift et Esther Thomas Keen, tous deux originaires de Philadelphie, s'étaient rencontrés et mariés. La famille jouit d'une certaine prospérité grâce au succès de l'entreprise de bois de construction de son père. L'éducation de la petite fille se fait à la fois dans la nature qui entoure encore à l'époque la ville pionnière d'Indianapolis et à l'école. Les matières qui l'intéressent sont le dessin et l'écriture. À 17 ans, elle épouse Samuel Osbourne, originaire du Kentucky, âgé de 20 ans. De cette union naîtront Isobel (« Belle ») (1858-1953), Samuel Lloyd (1868-1947) et Hervey (1871-1876).

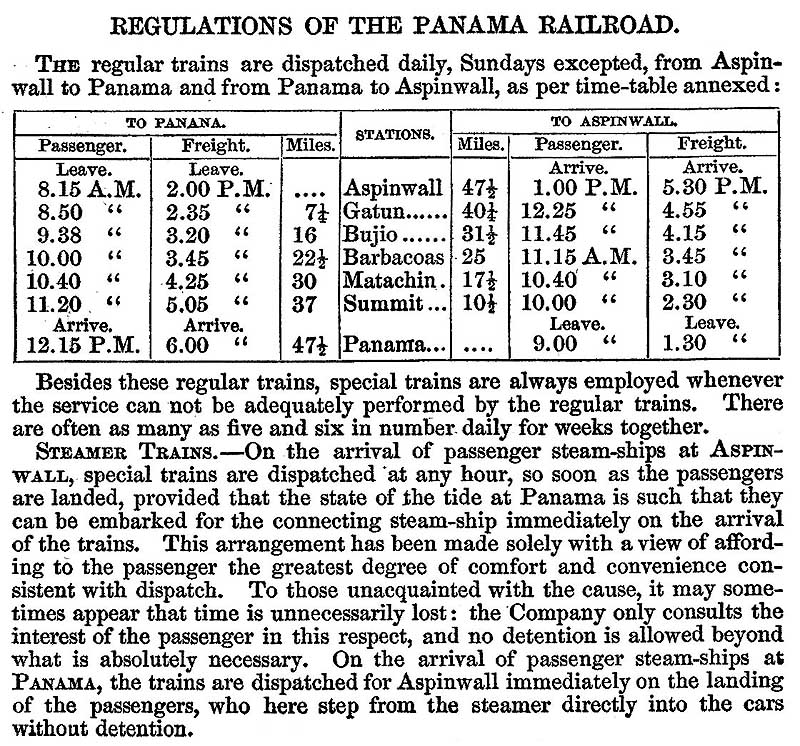
Horaires des trains traversant l'Isthme de Panama, 1861.

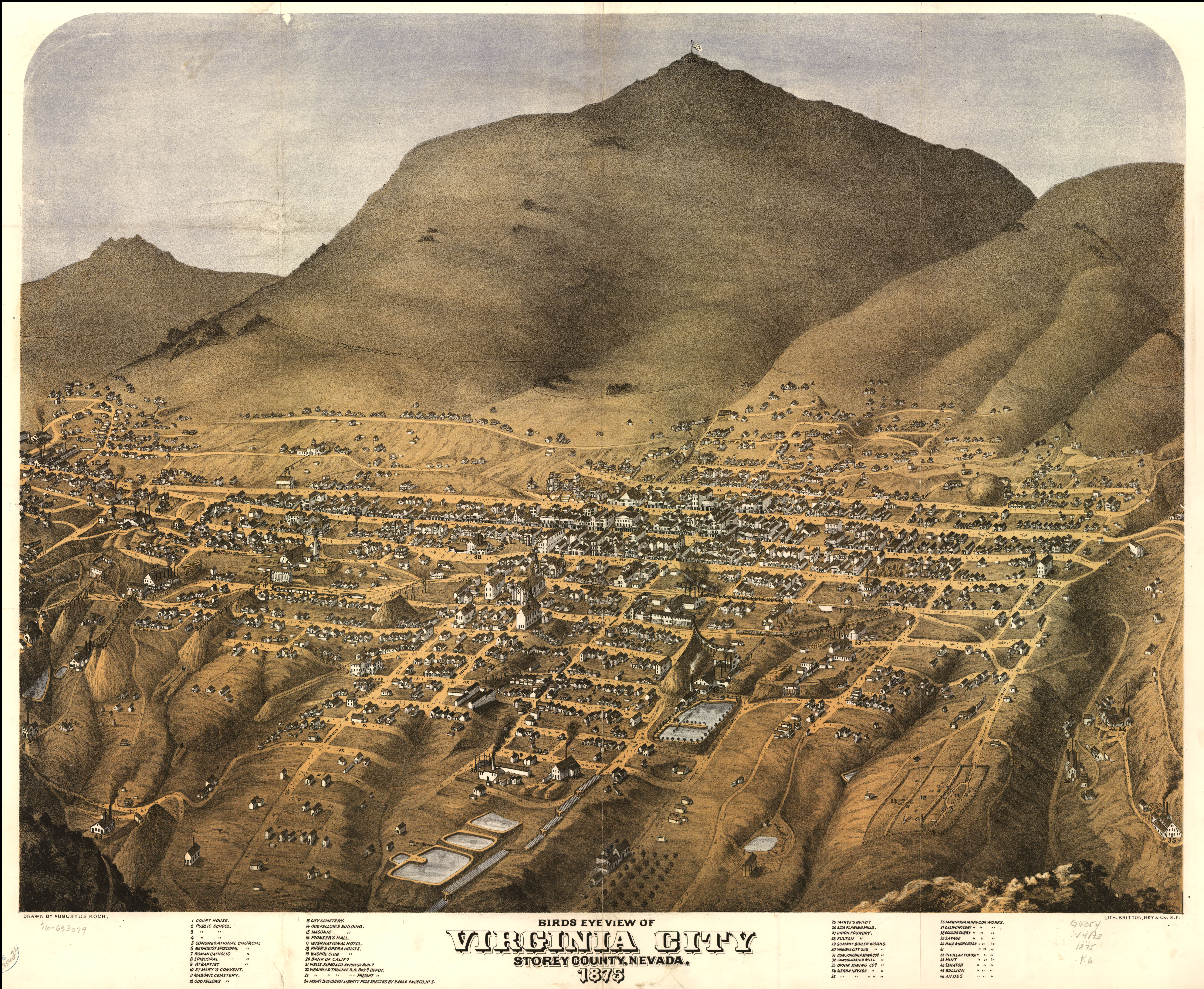
Virginia City en 1875, lithographie d'Augustus Koch.

Après avoir combattu dans l'armée de l'Union pendant la guerre de Sécession, Samuel Osbourne part chercher fortune dans les mines d'argent du Nevada et y fait venir sa famille. Fanny et sa fille âgée de cinq ans le rejoignent par bateau de New-York à Colón, appelée Aspinwall par les émigrés des États-Unis. De là, elles traversent l'isthme en train jusqu'à Panamá, où elles reprennent un bateau pour San Francisco. La famille vit d'abord dans un camp minier du Chaînon Toiyabe, puis à Virginia City. Fanny y mène la vie d'une femme pionnière. Joueur, infidèle, Osbourne occupe différents emplois dans la ville tout en continuant à prospecter. Avec un ami, il part vers le nord à la recherche de nouveaux filons, jusqu'au Montana. Fanny reste sans nouvelles de lui jusqu'à ce que bruit coure qu'il a été tué « par des Indiens ». Elle quitte alors Virginia City avec sa fille pour s'installer à San Francisco où elle trouve un emploi dans un atelier de couture.
Quelques mois plus tard, Osbourne reparaît dans sa vie et le couple passe plusieurs années à San Francisco. Lasse des infidélités de son mari, Fanny Osbourne rentre à Indianapolis, puis, convaincue par les promesses de son mari, retourne en Californie. La famille s’installe à Oakland où le couple passe plusieurs années de relative stabilité. Fanny s'occupe de sa maison et de son jardin, s'intéresse à la photographie et, avec sa fille, suit des cours d'art avec Virgil Macey Williams (en), directeur de la California School of design de San Francisco (plus tard rebaptisée San Francisco Art Institute). Samuel Osbourne continuant ses aventures extra-conjugales, Fanny décide de s'éloigner de lui et de faire un voyage en Europe avec ses trois enfants, en partie pour donner à sa fille l’occasion de suivre des cours d’art à l'étranger.

### Rencontre et mariage avec Robert Louis Stevenson
Fanny Van de Grift et ses enfants débarquent à Anvers. Ils y passent quelques mois avant de s'installer à Paris où sa fille et elle suivent des cours à l'Académie Julian. Hervey, le plus jeune fils, tombe malade et meurt de pneumonie aiguë en avril 1876. Pour faire son deuil et pour protéger ses enfants de l'air insalubre de la capitale, elle s'éloigne de Paris pour s'installer à Grez, proche de Barbizon où se retrouvaient alors de nombreux artistes, dont le peintre et critique d'art Robert Alan Mowbray Stevenson qui se lie d'amitié avec Fanny. Son cousin, l'écrivain Robert Louis Stevenson, lui rend visite pendant l'été 1876, rencontre Fanny Van de Grift et tombe amoureux d'elle. Leur relation prend fin en 1878 quand elle et ses enfants retournent en Californie à la demande de son mari. Elle tombe malade, en informe Stevenson et celui-ci décide d'aller la retrouver, malgré l'opposition de sa famille. Elle épouse Stevenson le 19 mai 1880 à San Francisco, après avoir obtenu le divorce de son précédent mari. 
Elle est créditée en tant que coauteur de Le Dynamiteur (More New Arabian Nights: The Dynamiter, 1885).
Son journal intime, tenu en 1890 lors d'un voyage avec son mari  Robert Louis Stevenson dans les mers du sud, a été publié en 1914 sous le titre The Cruise of the Janet Nichol among the South Sea Islands et traduit en français en 1994.

## Famille
Isobel Osbourne, fille de Fanny Van de Grift, a épousé en 1914 le secrétaire personnel de sa mère, le jeune journaliste Edward Salisbury Field.